# Barre (miasto)
Barre – miasto w Stanach Zjednoczonych, w stanie Vermont, w hrabstwie Washington. W 2010 roku liczyło 9052 mieszkańców.